# Al Andaluz
Al Andaluz (arabsko الأندلس‎, DIN al-ʼAndalus, špansko Al-Ándalus, portugalsko Al-Andalus, aragonsko Al-Andalus, katalonsko Al-Àndalus, berbersko Andalus ali Vandalus), znana tudi kot Mavrska Iberija in Islamska Iberija, je bila srednjeveška islamska država, ki je na svojem višku obsegala večino današnje Španije in Portugalske, Andoro in del južne Francije. 
Ime se najpogosteje nanaša na dele Iberskega polotoka in Septimanijo, ki so jim vladali muslimani (Mavri) v različnih obdobjih od leta 711 do 1492. 

## Etimologija
Etimologija imena Al Andaluz je sporna, tako kot njeno ozemlje, ki se je stalno spremnjalo. Ime se je prvič pojavilo na omajadskih novcih, kovanih okoli leta 715. Nenatančen datum njihovega kovanja je posledica dejstva, da so bili kovanci dvojezični, latinski in arabski, in se razlikujejo po letu kovanja.
Za Al Andaluz obstajajo najmanj tri etimologije. Vse tri domnevajo, da je ime nastalo po rimskem obdobju iberske zgodovine.

### Vandalska teorija
Za ime Andaluzija ali Vandaluzija se tradicionalno verjame, da izhaja iz imena Vandalov, germanskega plemena, ki je za kratko obdobje (409-429) koloniziralo dele Iberskega polotoka. Teorijo se včasih povezuje z zgodovinarjem Reinhartom Dozyjem, iz 19. stoletja, vendar je starejša in ima nekaj pomanjkljivosti. Dozy je sicer sprejel trditev, da ime izhaja iz imena Vandalov, vendar je bil prepričan, da se geografsko nanaša samo na pristanišče, iz katerega so odpluli v Afriko. Lega pristanišča ni znana.

### Vizigotska teorija
Leta 1980 je zgodovinar Halm, ki zavrača vandalsko teorijo, predlagal izvirno alternativno teorijo. Izhodišče za njegovo trditev je dejstvo, da so si vizigotska germanska plemena osvojeno ozemlje na Iberskem polotoku razdelila z žrebom in da je bila Iberija zato v tujini znana pod njenim latinskim imenom Gotica Sors (gotski žreb). Gotska različica imena ni potrjena. Halm je domneval, da bi lahko tudi Vizigoti ozemlje povezovali z žrebanjem, zato je zanj predlagal rekonstruiran izraz * landahlauts, ki se je kasneje poarabil v Al Andaluz. Halm svoje trditve ni podprl niti z zgodovinskimi niti jezikovnimi dokazi.

### Atlantidska teorija
Tretja teorija trdi, da je beseda Andaluz pozarabljena različica imena Atlantida. Teorijo je pred kratkim zagovarjal španski zgodovinar Vallvé samo na podlagi dejstva, da podobno zvenijo nekatera krajevna imena, vendar zanjo ni ponudil nobenih zgodovinskih dokazov.

## Upravna ureditev
Po muslimanski osvojitvi velikega dela iberskega polotoka je bila Al Andaluz razdeljena na pet upravnih enot, ki so se približno ujemale s sedanjimi Andaluzijo, Galicijo in Portugalsko, Kastilijo ter Leonom, Aragonijo, Katalonijo in Septimanijo.

## Zgodovinski opis
Meje države so se zaradi vojn s krščanskimi kraljestvi stalno spreminjale.
Od leta 711 do 750 je bila provinca Omajadskega kalifata, ki jo je ustanovil kalif Al Valid I.. Od leta 750 do 929 je pripadala Kordovskemu emiratu in od leta 929 do 1031 Kordovskemu kalifatu, potem pa nasledstvenim kraljestvom (taifa) Kordovskega kalifata. Vladarji Al Andaluza so se trudili dvigniti kulturno izmenjavo in sodelovanje med muslimani in kristjani ter kristjani in Judi. Oboji so bili kot »ljudje iz Knjige« zaščiteni. Državi so sicer plačevali poseben davek, vendar so uživali notranjo avtonomijo. V obdobju Kordovskega kalifata je bila Al Andaluz središče učenosti, mesto Kordova (špansko Córdoba) pa eno od vodilnih kulturnih in gospodarskih središč tako v sredozemskem bazenu kot v islamskem svetu.
Al Andaluz je bila večino svoje zgodovine v sporih s krščanskimi kraljestvi na severu. Po padcu omajadskega andaluzijskega kraljestva je razpadla v številne majhne države in kneževine, od Katerih je bil najvidnejši Granadski emirat. Napadi iz krščanske Kastilije, ki jih je vodil Alfonz VI. Kastiljski, so se stopnjevali, zato je posredovalo Almoravidsko cesarstvo, ki je odbilo krščanske napade, odstavilo šibke andaluzijske emirje in Al Andaluz vključilo pod svojo neposredno oblast. V naslednjih stoletjih je bila Al Andaluz provinca berberskih muslimanskih cesarstev Almoravidov in Almohadov, obojih s sedežem v Marakešu.
Krščanska kraljestva s severa so nazadnje premagala svoje muslimanske sosede. Leta 1085 je Alfonz VI. osvojil Toledo in moč muslimanov je začela pojemati. S padcem Kordove leta 1236 je Granadski emirat ostal edino muslimansko ozemlje na Iberskem polotoku. Portugalska rekonkvista je dosegla višek leta 1249, ko je Alfonz III. osvojil najjužnejšo portugalsko pokrajino Algarve. Leta 1238 je Granadski emirat uradno postal tributarna država Kastiljskega kraljestva, v katerem je takrat vladal kralj Ferdinand III. Kastiljski. 2. januarja 1492 je granadski emir Mohamed XII. predal svoj emirat kraljici Izabeli I. Kastiljski. Izabela in njen mož Ferdinand II. Aragonski sta postala znana kot "katoliška monarha". Al Andaluz kot politični subjekt je ugasnila, nekateri vidiki islamske kulture pa so se kljub temu ohranili.

## Zgodovina

### Provinca Omajadskega kalifata
30. aprila 711 sta se v Gibraltarju z majhno vojsko izkrcala omajadski kalif Al Valid I. in berberski poveljnik Tarik Ibn Zijad, da bi domnevno posegla v vizigotsko državljansko vojno. Po odločilni Ibn Zijadovi zmagi nad kraljem Roderikom v bitki pri Guadaleti 19. julija 711, v kateri je sodeloval tudi arabski guverner Ifrikije Musa Ibn Musair, so muslimani v sedem let trajajočem vojnem pohodu osvojili večino Iberskega polotoka, prečili Pireneje in zasedli vizigotsko Septimanijo v sedanji južni Franciji.    
Osvojeno ozemlje je pod imenom Al Andaluz postalo del Omajadskega imperija. Prvih nekaj desetletij je bilo organizacijsko podrejeno severnoafriški provinci Ifrikiji, zato so njene guvernerje namesto kalifa v Damasku imenovali kairuanski emirji. Za glavno mesto je bila izbrana Kordova. V regijo so se začeli priseljevati muslimani. Arabskim kolonistom je bil dodeljen južni in vzhodni del, berberskim pa osrednji in zahodni del regije. Vizigotska zemljiška gospoda, predvsem v Murciji, Galiciji in dolini Ebra, ki je priznala omajadsko oblast, je lahko obdržala svoje fevde. Plemiči, ki oblasti niso priznali, so se zatekli v Kantabrijsko višavje, kjer so ustanovili skromno Astursko kraljestvo.
Andaluški guvernerji so v 720. letih sprožili več osvajalskih pohodov (sa'ifa) v Akvitanijo, kjer jih je leta 721 v bitki pri Toulousu težko porazil akvitanski vojvoda Oton Veliki. Po zlomu Otonovega berberskega zaveznika Utmana Ibn Naisa v vzhodnih Pirenejih, je Abdul Rahman Al Gafiki preko zahodnih Pirenejev vdrl v Akvitanijo in premagal akvitanskega vojvodo. Oton je po porazu zaprosil za pomoč frankovskega majordoma Karla Martela in mu v zameno ponudil priznanje frankovske suverenosti. Karel Martel je leta 732 v bitki pri Poitiersu premagal muslimanske osvajalce. Andaluzijci so leta 734 začeli nov vojni pohod, osvojili Arles in Avignon in zasedli večino Provanse. Leta 737 so po dolini Rone prodrli vse do Burgundije. Karel Martel je s pomočjo Liutprandovih Langobardov napadel Burgundijo in do leta 739 izgnal napadalce. 
Odnosi med Arabci in Berberi v Al Andaluzu so bili v letih po osvojitvi Iberskega polotoka precej napeti. Berberi so bili mnogo številnejši od Arabcev in so opravili večino spopadov, pri delitvi plena pa so bili zapostavljeni. Poleg tega so morali opravljati tudi zahtevne vojaške naloge, na primer službovati na najbolj ogroženih območjih. Nekateri arabski guvernerji so imeli s svojimi berberskimi generali dokaj dobre odnose, drugi pa so jih zelo zlorabljali. Upori berberskih vojakov so bili zato pogosti. Leta 729 se je uprl poveljnik Munus in ustanovil svojo državo Kardanjo v vzhodnih Pirenejih, leta 740 pa je izbruhnil velik upor v Magrebu v severni Afriki. Da bi zatrl upor, je omajadski kalif Hišam v severno Afriko poslal dobro oboroženo vojsko sirskih Arabcev pod poveljstvom Bilada Aš Šama. Vojsko so sestavljali polki po 6.000 mož iz štirih največjih sirskih okrožij (Damask, Homs, Jordanija in Palestina), katerim se je pridružilo 3.000 mož iz Kinasrina in 3.000 iz Egipta. Sirsko armado so berberski uporniki popolnoma uničili v bitki pri Bagaduri v Maroku. Njihova zmaga je k novemu uporu vzpodbudila tudi Berbere v seveni Iberiji. Uporniki so odstavili svoje arabske poveljnike in se z veliko vojsko odpravili na jug proti Toledu, Kordovi in Algecirasu. Arabski andaluški guverner, kateremu so se pridružili ostanki poražene sirijske vojske, približno 10.000 mož, je v nizu okrutnih bitk leta 742 upor zatrl. 
Po zmagi je izbruhnil nov spor, tokrat med sirskimi generali in andaluškimi Arabci. Sirci so avgusta 742 v bitki pri Aqua Portori premagali domačine, vendar jih je bilo premalo, da bi prevzeli oblast v Al Andaluzu. Spor se je končal leta 743 s dodelitvijo polkovnih fevdov sirski vojski po vsem Al Andaluzu. Damaščanski polk so namestili v Elviri (Granada), jordanski v Reyyu (Málaga in Archidona), palestinski v Medini-Sidoniji in Jerezu, homski v Sevilji in Niebli in kinasrinski v Jaénu. Egiptovski polk so razdelili in ga namestili v Beji na zahodu in Tudmirju (Murcija) na vzhodu. Prihod Sircev je bistveno povečal delež arabskega prebivalstva na Iberskem polotoku in pomagal okrepiti njihovo oblast na jugu, hkrati pa je neodvisnost njihovih polkov omajala oblast andaluškega guvernerja.
Druga pomembna posledica upora je bila širitev Asturskega kraljestva, ki je bilo dotlej omejeno na enklave v Kantabrijskem višavju. Po uporu Berberov so Arabci umaknili svoje vojaške posadke iz trdnjav na severni meji, kar je takoj izkoristil Alfonz I. Asturski. Zasedel je izraznjene trdnjave in k svojemu skromnemu kraljestvu priključil severozahodni provinci Galicijo in Leon. Asturci so iz mest v nižinah Galicije in Leona evakuirali krščansko prebivalstvo in v dolini reke Duero ustvarili prazen varovalni pas, imenovan Duerska puščava. Prazno ozemlje je naslednjih nekaj stoletij pomenilo mejo med krščanskim severom in muslimanskim jugom Iberskega polotoka. Oblast v Al Andaluzu je južno od meje ostanovila tri marke (thughur): spodnjo s središčem najprej v Méridi in kasneje v Badajozu, srednjo s središčem v Toledu in gornjo s središčem v Zaragozi.
Spore in nerede so izkoristili tudi Franki in leta 752 pod vodstvom Pipina Malega napadli Septimanijo v upanju, da bodo Andaluzijcem odvzeli odskočno desko za napade v Frankovsko kraljestvo. Franki so po dolgotrajnem obleganju leta 759 osvojili še zadnjo andaluško trdnjavo Narbonne in pomaknili mejo svojega kraljestva na Pireneje.
Tretja posledica berberskega upora je bil propad oblasti kalifata v Damasku nad zahodnimi provincami. Omajadske kalife so leta 750 vrgli z oblasti Abasidi iz Bagdada, ki niso imeli dovolj moči, da bi uveljavili svojo oblast tudi v Magrebu in Al Andaluzu. V zahodni Afriki so oblast prevzeli Fihridi, pripadniki lokalnega arabskega klana in potomci Okba Ibn Al Nafi Fihrija. Vladali so, kot da je ozemlje njihov zasebni imperij. V Ifrikiji je vladal Abd Al Rahman Ibn Al Habib Fihri, v Al Andaluzu pa Jusuf Al Fihri. Fihridi so pozdravili padec Omajadske dinastije in poskušali doseči dogovor z Abasidi, v upanju, da se bo njihova samopašna oblast nadaljevala. Ko so Abasidi njihovo ponudbo zavrnili in zahtevali, da se jim podredijo, so Fihridi razglasili svojo neodvisnost in, najbrž ravno zaradi tega, povabili preživele člane Omajadske dinastije, naj se zatečejo k njim. Vabilo je bilo zanje usodno in so ga kmalu obžalovali, ker je Al Validov vnuk Abd Al Rahman upravičeno zahtevali vrnitev ozemlja. Abd Al Rahmanu so se pridružili tudi nezadovoljni lokalni plemiči.

### Kordovski emirat in kalifat
Leta 756 je izgnani omajadski princ Abd Al Rahman, z vzdevkom al-Dākhil – Priseljenec, porazil Jusufa Al Fihrija in ustanovil Kordovski emirat. Zavrnil je nadoblast abasidskega kalifa, ki je pobil večino njegove družine. Med svojim tridesetletnim vladanjem je vzpostavil oblast nad večino Al Andaluza in premagal pristaše Al Fihrijeve družine in abasidskega kalifa.
Njegovi potomci so kot kordovski emirji uradno vladali v Al Andaluzu in občasno v delih zahodne severne Afrike približno stopetdeset let. Njihova resnična oblast, predvsem v severnih pokrajinah na meji s krščanskimi kraljestvi, je nihala in bila odvisna od kompetentnosti vladajočega emirja. Oblast emirja Abdalaha Ibn Mohameda, na primer, je okoli leta 900 segala samo do predmestij Kordove. Njegov vnuk Abd Al Rahman III., ki ga je nasledil leta 912, ni samo hitro obnovil moči Omajadov v vsem Al Andaluzu, ampak jo je celo razširil v zahodno severno Afriko. Leta 929 se je razglasil za kalifa in dvignili emirat na položaj, na katerem je lahko tekmoval ne samo z abasidskim kalifom v Bagdadu ampak tudi s šiitskim kalifom v Tunisu, s katerim je takmoval za oblast v severni Afriki.
Obdobje kalifata je bilo zlata doba Al Andaluza. Namakalni sistemi so omogočali obilje poljskih pridelkov, ki so jih dopolnjevali z uvozom z Bližnjega vzhoda. Kmetijstvo je bilo mnogo naprednejše kot drugje v Evropi. Kordova je imela morda 500.000 prebivalcev in prehitela Konstantinopel, ki je veljal za največje in najuspešnejše mesto v Evropi. V islamskem svetu je bila Kordova eno od vodilnih kulturnih središč. Delo njenih najpomembnejših filozofov in znanstvenikov, predvsem polihistorja Averroesa in kirurga Abulcasisa, je imelo velik vpliv tudi na intelektualno življenje srednjeveške Evrope. 
Po krščanski osvojitvi Toleda leta 1085 so v andaluške knižnjice in na univerze pogosto prihajali študirat tudi nemuslimani. Med najbolj znanimi je bil škotski učenjak Michael Scot (okoli 1175-okoli 1235), ki je prinesel dela Ibn Rušda in Ibn Sina (Avicenna) v Italijo, kar je pomembno vplivalo na nastanek evropske renesanse.

### Razpad kalifata
Kordovski kalifat je začel razpadati v uničujoči državljanski vojni v letih 1009 do 1013 in leta 1031 dokončno razpadel na številne majhne, večinoma neodvisne države in kneževine – taife (arabsko طوائف [ṭā'ifa]). Taife so bile na splošno prešibke, da se branile pred ponavljajočimi se napadi in zahtevami krščanskih držav na severu in zahodu, ki so jih muslimani imenovali "galicijski narodi" in so se iz začetnih trdnjav v Galiciji, Asturiji, Kantabriji, Baskiji in karolinški Marci Hispanici pretvorili v Navarsko, Leonsko, Portugalsko, Kastiljsko in Aragonsko kraljestvo in Barcelonsko grofijo. Njihovi vdori so se postopoma pretvorili v osvajanja, ki so vladarje taif prisila poiskati pomoč pri Almoravidih, muslimanskih berberskih vladarjih Magreba. Njihova prošnja se je nazadnje obrnila v njihovo škodo, ker so Almoravidi vse taife priključili k svojemu kraljestvu. 

### Almoravidi, Almohadi in Marinidi
Andaluški emirji so leta 1086 pozvali maroškega almoravidskega vladarja Jusufa Ibn Tašfina, naj jih pride branit pred kastiljskim in leonskim kraljem Alfonzom VI.. Tašfin se je še isto leto izkrcal pri Algecirasu in pri Az Zalakahu težko porazil kristjane. Do leta 1094 je odstranil vse emirje in njihove državice, razen Zaragoze, priključil k svojemu kraljestvu. Osvojil je tudi Valencijo, ki je bila v krščanskih rokah.
Almoravide je po zmagi Abu Jusufa Jakuba Ibn Mansurja nad kastiljskim kraljem Alfonzom VIII. v bitki pri Alarcosu leta 1195 zamenjala druga berberska dinastija - Almohadi. Leta 1212 jih je v bitki pri Las Navasu de Tolosa porazila koalicija krščanskih kraljev pod vodstvom Alfonza VIII., vendar so v Al Andaluzu vladali še naslednjih deset let, čeprav sta bila njihova moč in ugled zelo okrnjena. Po smrti Abu Jakuba Jusufa II. so se začele državljanske vojne, ki so hitro pripeljala do ponovne ustanovitve taif. Taife so bile spet svobodne, vendar oslabljene, in so hitro postale plen portugalske, kastiljske in aragonske vojske. Po padcu Murcije leta 1243 in Algarva leta 1249 je od muslimanskih držav ostal samo Granadski emirat, ki je postal tributana država Kastiljskega kraljestva. Večino davka je plačeval v zlatu, ki ga je po trgovskih poteh čez Saharo dobil iz sedanjega Malija in Burkina Fasa.
Zadnja muslimanska grožnja krščanskim kraljestvom je bil vzpon Marinidov v Maroku v 14. stoletju. Marinidi so v svoje interesno območje vzeli Granadske emirat in zasedli nekaj njegovih mest, med njimi tudi Algeciras, celega Al Andaluza pa niso mogli osvojiti. Kordovski emirat je vzdržal do prihoda kastiljske vojske pod poveljstvom kralja Alfonza XI.. Kastiljski kralj je s pomočjo Afonza IV. Portugalskega in Petra IV. Aragonskega leta 1340 v bitki pri Saladu odločilno premagal Marinide in leta 1344 osvojil Algeciras. Leta 1349-1350 je oblegal Gibraltar, ki je bil še pod granadsko oblastjo. Alfonz XI. in večina njegove vojske je umrla zaradi črne smrti. Njegov naslednik Peter Kastiljski je z muslimani sklenil mir in obrnil svojo pozornost proti krščanskim deželam, v katerih se je začelo skoraj sto petdeset let dolgo obdobje uporov in vojn med krščanskimi državami, ki je omogočilo preživetje Granadskega emirata.
Leta 1469 je poroka Ferdinanda Aragonskega in Izabele Kastiljske nakazala začetek končnega obračuna z Granadskim emiratom. Kralj in kraljica sta prepričala papeža, naj njuno vojno razglasi za križarsko. Kristjani so začeli drobiti eno središče odpora za drugim, dokler niso januarja 1492 po dolgem obleganju Granade dosegli, da jim je sultan Mohamed XII. predal svojo utrjeno palačo Alhambro v Granadi.

## Družba
Al andaluško družbo so sestavljale tri glavne verske skupnosti: kristjani, muslimani in judi. Muslimani, ki so bili na verski ravni enoviti, so bili na etnični ravni razdeljeni na več skupnosti, med katerimi so prevladovali Berberi in Arabci. Mozarabci so bili kristjani, ki so dolgo živeli pod muslimansko oblastjo, privzeli številne arabske običaje, umetnost in nekaj besed, vendar so obdržali krščansko obredje in svoje romanske jezike. Verske skupnosti v mestih so živele v ločenih soseskah. V 10. stoletju je prišlo do množičnega prestopanja kristjanov v islam in novonastali muladi iberskega porekla so postali večina muslimanskega prebivalstva. Okoli leta 1100 so skupaj z drugimi muslimani tvorili približno 80 % andaluškega prebivalstva.
Berberi, ki so tvorili večino muslimanske osvajalske vojske, so se naselili v goratih regijah v sedanji severni Portugalski in na Centalni planoti (Osrednja Mezeta), medtem ko so se Arabci naselili na jugu in v dolini Ebra na severovzhodu. Judje so bili večinoma pobiralci davkov, trgovci, zdravniki in ambasadorji. Ob koncu 15. stoletja je bilo v Granadi približno 50.000 Judov, v celi islamski Iberiji pa približno 100.000.

### Odnosi med muslimani in nemuslimani
Kristjani in Judje v Al Andaluzu so imeli status ahl al-dhimma (zaščiteni ljudje, dhimmi). Odrasli so morali plačevati glavarino (džizja), ki je znašala en dinar letno. Izjema so bili stari ljudje, ženske, otroci in invalidi. Drugi nemuslimanski prebivalci, na primer pogani, so imeli status madžusov.
Ravnanje z nemuslimani v kalifatu je še vedno predmet živahnih razprav med znanstveniki in komentatorji, še posebej med tistimi, ki jih zanimajo vzporednice s sožitjem muslimanov in nemuslimanov v sodobnem svetu.
Judje so tvorili več kot 5 % andaluškega prebivalstva. Al Andaluz je bil v zgodnjem srednjem veku središče judovskega sveta. V njem je bila ena od najbolj stabilnih in bogatih judovskih skupnostih, ki je dala številne pomembne učenjake. Bernard Lewis se s takšno trditvijo ne strinja in trdi, da islam nikoli ni niti ponujal enakosti niti se pretvarjal, da jo ponuja, ker bi to bilo teološko in miselno absurdno. Lewis kljub temu pravi:
Judom je bilo na splošno dovoljeno, da so prakticirali svojo vero in živeli v skladu z zakoni in predpisi svoje skupnosti. Poleg tega so bile omejitve, ki so veljale zanje, bolj socialne in simbolne kot materialne in praktične narave. To pomeni, da so predpisi služili predvsem za opredelitev odnosov med obema skupnostma in ne za zatiranje judovskega prebivalstva.
Kalifat je v različnih obdobjih nemuslimane obravnaval različno. Najdaljše obdobje strpnosti se je začelo po letu 912, ko sta vladala Abd Al Rahman III. in njegov sin Al Hakam II.. V tem obdobju se je judovska skupnost razcvetela. Judje so službovali v državnih službah in se ukvarjali z znanostjo, industrijo in trgovino, zlasti s sužnji in svilo. Južna Iberija je postala tudi zavetišče za zatirane Jude iz drugih držav.
Pod Almoravidi in Almohadi so verjetno bila obdobja preganjanja Judov, vendar so viri izjemno redki in ne dajejo jasne slike. Zdi se, da so se razmere po letu 1160 še poslabšale.
Muslimanski pogromi proti Judom v Al Andaluzu so se zgodili v Kordovi (1011) in Granadi (1066), čeprav je treba priznati, da so bili pokoli nemuslimanov v islamski zgodovini zelo redki.
Almohadi, ki so v Al Andaluzu in Magrebu vladali po letu 1147, so v fundalističnem pogledu daleč presegli Almoravide in bolj ostro obravnavali nemuslimane. Soočeni z izbiro med smrtjo in prestopom v islam so se mnogi Judje in kristjani odselili. Nekateri, na primer Majmonid z družino, so pobegnili na vzhod v bolj strpne islamske države, nekateri pa na sever, v razvijajoča se krščanska kraljestva.

## Propad muslimanske vladavine
Iberski polotok je bil v srednjem veku prizorišče stalnih vojn med muslimani in kristjani. Zadnja muslimanska trdnjava je bila nasridska Granada, ki je padla leta 1492. V tistem času je v Al Andaluzu živelo približno pol milijona muslimanov. Po padcu Granade je bilo 100.000 muslimanov ubitih ali zasužnjenih, 200.00 pa se jih je izselilo. Med preostalimi 200.000 muslimani je bilo veliko muslimanske elite, vključno s sultanom Mohamedom XII., kateremu so podelili ozemlje v pogorju Alpujarra, ki je imelo status kneževine. Sultan je kmalu spoznal, da je življenje pod krščansko oblastjo nevzdržno, in se je odselil v severno Afriko.

## Kultura
V Al Andaluzu je sobivalo mnogo ljudstev in religij, ki so vsaka po svoje prisprevale k intelektualnemu razcvetu. Pismenost je bila veliko bolj razširjena kot med narodi v zahodni Evropi. Omajadi so si od samega začetka prizadevali, da bi nanje gledali kot na intelektualne konkurente Abasidov, zato je imela Kordova knjižnice in izobraževalne ustanove, ki so se lahko primerjale z bagdadskimi. Svobodno potovanje med obema kalifatoma je bilo kljub nasprotjem dovoljeno, kar je pripomoglo k širjenju novih idej in dosežkov. 

### Filozofija

#### Andaluška filozofija
Zgodovinar Said Al Andaluzi je zapisal, da je kalif Abd Al Rahman III. ustanovil knjižnico in postal pokrovitelj učenjakov s področja medicine in antičnih znanosti. Njegov sin in naslednik Al Hakam II. je šel še dlje. V Kordovi je zgradil univerzo in mesto je postalo eno od vodilnih središč medicinskih in filozofskih študij. 
Ko je Al Hakama II. nasledil njegov mladoletni sin Hišam II., je resnično oblast v kalifatu prepustil svojemo komorniku Al Mansurju Ibn Abi Amirju. Al Mansur je bil izredno veren človek, ki je tako zelo zavračal znanost, astronomijo, logiko in predvsem astrologijo, da je veliko knjig o teh temah, ki jih je z visokimi stroški zbral in hranil Al HaKam II., javno zažgal. Po Al Mansurjevi smrti leta 1002 je zanimanje za filozofijo spet oživelo. Pojevili so se številni učenjaki, med njimi tudi Abu Utman Ibn Fatun, čigar mojstrovina je filozofska razprava Drevo modrosti. Maslama Ibn Ahmed Al Madžriti, ki je umrl leta 1008, je bil izjemen znanstvenik na področju astronomije in astrologije in neustrašen popotnik, ki je potoval po vsem islamskem svetu in izven njega in vzdrževal stike z brati čistosti (farsi akhvãn alsfã), tajnim društvom muslimanskih filozofov iz Basre. V Al Andaluz naj bi prinesel 51 "Razprav bratov čistosti" in k njim dodal svoj kompendij. Povsem mogoče je, da je kompendij napisal kasneje nek drug učenjak z enakim imenom Al Madžriti. Druga knjiga, ki jo pripisujejo Al Madžritiju, je Ghayat al-Hakim (Cilj modrecev), v kateri raziskuje sintezo platonizma s hermetično filozofijo. Njena raba pri zaklinjanju je povzročila, da so jo v kasnejših letih opustili in jo zdaj študirajo samo še sufisti.
Pomemben privrženec Al Madžritija je bil filozof in geometer Abu Al Hakam Al Kirmani, njegov privrženec pa je bil veliki Abu Bakr Ibn Al Sajig, v arabskem svetu znan kot Ibn Badža.
Andaluški filozof Ibn Rušd (Averroes, 1126–1198) je bil ustanovitelj averoizma, ki je poskušal v oviru islama pomiriti razum in religijo. Njegova dela in komentarji so imeli močan vpliv tudi na miselnost zahodne Evrope. Pomemben andaluški filozof je bil tudi Ibn Tufajl.

#### Judovska filozofija in kultura
Ko je vpliv judovskega kulturnega središča v Babiloniji začel pojemati, je Al Andaluz zaradi svoje strpnosti postal novo središče judovskih intelektualnih prizadevanj. H kulturnemu življenju v Al Andaluzu so mnogo prispevali pesniki in komentatorji, med njimi Juda Halevi (1086-1145) in Dunaš Ben Labrat (920-990). Še večji prispevek je dal razvoj judovske filozofije, ki se je oplajala z idejami muslimanskih filozofov. Svoj višek je dosegla s slavnim mislecem srednjega veka Majmonidom (1135-1205), ki, resnici na ljubo, nobenega svojega dela ni napisal v Al Andaluzu, ker je pri trinajstih letih zaradi praganjanja Almohadov skupaj z družino pobegnil v Maroko.